# Deltosperma infundibuliforme
Deltosperma infundibuliforme är en svampart som beskrevs av W.Y. Zhuang 1988. Deltosperma infundibuliforme ingår i släktet Deltosperma och familjen Helotiaceae.   Inga underarter finns listade i Catalogue of Life.